# Patrick Rafter
Patrick »Pat« Michael Rafter, avstralski tenisač, 28. december 1972, Mount Isa, Queensland, Avstralija.
Rafter je bil ob koncu leta 1999 vodilni na lestvici ATP. Dosegel je dve zmagi na turnirjih za Grand Slam, še dvakrat pa se je uvrstil v finale. Zmagi je dosegel v dveh zaporednih nastopih na Odprtem prvenstvu ZDA, kjer je leta 1997 v finalu premagal Grega Rusedskega, leta 1998 pa Marka Philippoussisa, obakrat v štirih nizih. Ob tem se je dvakrat zapored uvrstil v finale Odprtega prvenstva Anglije, kjer ga je leta 2000 v štirih nizih premagal Pete Sampras, leta 2001 pa v petih nizih Goran Ivanišević. Po enkrat se je v polfinale uvrstil na preostalih turnirjih za Grand Slam, leta 2001 na Odprtem prvenstvu Avstralije in leta 1997 na Odprtem prvenstvu Francije. Rafter je bil znan kot eden zadnjih predstavnikov načina igre servis-volej. Leta 2006 je bil sprejet v Mednarodni teniški hram slavnih.

## Finali Grand Slamov (4)

### Zmage (2)
| Leto | Turnir                   | Nasprotnik v finalu | Rezultat finala    |
| 1997 | Odprto prvenstvo ZDA     | Greg Rusedski       | 6–3, 6–2, 4–6, 7–5 |
| 1998 | Odprto prvenstvo ZDA (2) | Mark Philippoussis  | 6–3, 3–6, 6–2, 6–0 |

### Porazi (2)
| Leto | Turnir                       | Nasprotnik v finalu | Rezultat finala                |
| 2000 | Odprto prvenstvo Anglije     | Pete Sampras        | 7–6(12–10), 6–7(5–7), 4–6, 2–6 |
| 2001 | Odprto prvenstvo Anglije (2) | Goran Ivanišević    | 3–6, 6–3, 3–6, 6–2, 7–9        |